# Selawik (Alaska)
Selawik es una ciudad ubicada en el borough de Northwest Arctic en el estado estadounidense de Alaska. En el Censo de 2010 tenía una población de 829 habitantes y una densidad poblacional de 77,9 personas por km².

## Geografía
Selawik se encuentra en las coordenadas 66°35′27″N 160°0′4″O / 66.59083, -160.00111. Según la Oficina del Censo de los Estados Unidos, Selawik tiene una superficie total de 10.64 km², de la cual 7.58 km² corresponden a tierra firme y (28.77%) 3.06 km² es agua.

## Demografía
Según el censo de 2010, había 829 personas residiendo en Selawik. La densidad de población era de 77,9 hab./km². De los 829 habitantes, Selawik estaba compuesto por el 3.98% blancos, el 0.12% eran afroamericanos, el 85.4% eran amerindios, el 0% eran asiáticos, el 0% eran isleños del Pacífico, el 0% eran de otras razas y el 10.49% pertenecían a dos o más razas. Del total de la población el 0% eran hispanos o latinos de cualquier raza.